# Sali Sidibé
Sali Sidibé, née le 10 mars 1960 dans un village de la région du Wassoulou et morte le 8 février 2019 à Bamako, est une chanteuse malienne.

## Biographie
Née le 10 mars 1960, Sali Sidibé commence sa carrière avec son premier album L'enfant chéri du Wassolon. Chanté en bambara, son style musical est typiquement traditionnel de sa région d'origine. Elle intègre au début des années 1980 l'Ensemble instrumental national du Mali. Elle devient populaire au Mali grâce notamment à Toukan Magni qui fut un grand tube dans le pays. Wassoulou Foli est son premier album vendu à l'international.
Elle meurt le 8 février 2019 à Bamako à l'âge de 59 ans.

## Discographie
- 1980 : L'enfant chéri du Wassolon
- 1982 : Formidable !
- 1988 : Tounkan Magni
- 1993 : N'Daya International
- 1993 : From Timbuktu to Gao
- 1993 : Wassoulou Foli
- 2000 : Union africaine
- 2000 : La Consolatrice